# Aratal, Athni
Aratal là một làng thuộc tehsil Athni, huyện Belgaum, bang Karnataka, Ấn Độ.